# Осташевська (Верховазький район)
Оста́шевська (рос. Осташевская) — присілок у складі Верховазького району Вологодської області, Росія. Входить до складу Колензького сільського поселення.

## Населення
Населення — 43 особи (2010; 79 у 2002).
Національний склад (станом на 2002 рік):
- росіяни — 99 %